# Сандро Сальвадоре
Сандро Сальвадоре (італ. Sandro Salvadore, * 29 листопада 1939, Мілан — † 4 січня 2007, Асті) — колишній італійський футболіст, ліберо, захисник.
Насамперед відомий виступами за клуби «Мілан» та «Ювентус», а також національну збірну Італії.
П'ятиразовий чемпіон Італії. Володар Кубка Італії. У складі збірної — чемпіон Європи. 

## Клубна кар'єра
Вихованець футбольної школи клубу «Мілан». Дорослу футбольну кар'єру розпочав 1958 року в основній команді того ж клубу, в якій провів чотири сезони, взявши участь у 72 матчах чемпіонату.  За цей час двічі виборював титул чемпіона Італії.
1962 року перейшов до клубу «Ювентус», за який відіграв 12 сезонів.  Більшість часу, проведеного у складі «Ювентуса», був основним гравцем команди. За цей час додав до переліку своїх трофеїв ще три титули чемпіона Італії, ставав володарем Кубка Італії. Завершив професійну кар'єру футболіста виступами за команду «Ювентус» у 1974 році.

## Виступи за збірну
1960 року дебютував в офіційних матчах у складі національної збірної Італії. Протягом кар'єри у національній команді, яка тривала 11 років, провів у формі головної команди країни 36 матчів. У складі збірної був учасником чемпіонату світу 1962 року у Чилі, чемпіонату світу 1966 року в Англії, чемпіонату Європи 1968 року в Італії, здобувши того року титул континентального чемпіона.
| Дата       | Місто          | Господарі         | Результат | Гості             | Турнір             | Голи | Примітки        |
| ---------- | -------------- | ----------------- | --------- | ----------------- | ------------------ | ---- | --------------- |
| 10/12/1960 | Неаполь        | Італія            | 1 – 2     | Австрія           | товариський матч   | -    |                 |
| 25/04/1961 | Болонья        | Італія            | 3 – 2     | Північна Ірландія | товариський матч   | -    |                 |
| 24/05/1961 | Рим            | Італія            | 2 – 3     | Англія            | товариський матч   | -    |                 |
| 05/05/1962 | Рим            | Італія            | 2 – 1     | Франція           | товариський матч   | -    |                 |
| 13/05/1962 | Брюссель       | Бельгія           | 1 – 3     | Італія            | товариський матч   | -    |                 |
| 31/05/1962 | Сантьяго       | Італія            | 0 – 0     | ФРН               | ЧС 1962 - 1-й етап | -    |                 |
| 02/06/1962 | Сантьяго       | Чилі              | 2 – 0     | Італія            | ЧС 1962 - 1-й етап | -    |                 |
| 07/06/1962 | Сантьяго       | Італія            | 3 – 0     | Швейцарія         | ЧС 1962 - 1-й етап | -    |                 |
| 27/03/1963 | Стамбул        | Туреччина         | 0 – 1     | Італія            | Відбір до ЧЄ 1964  | -    |                 |
| 12/05/1963 | Мілан          | Італія            | 3 – 0     | Бразилія          | товариський матч   | -    |                 |
| 09/06/1963 | Відень         | Австрія           | 0 – 1     | Італія            | товариський матч   | -    |                 |
| 13/10/1963 | Москва         | СРСР              | 2 – 0     | Італія            | Відбір до ЧЄ 1964  | -    |                 |
| 10/11/1963 | Рим            | Італія            | 1 – 1     | СРСР              | Відбір до ЧЄ 1964  | -    |                 |
| 14/12/1963 | Турин          | Італія            | 1 – 0     | Австрія           | товариський матч   | -    |                 |
| 11/04/1964 | Флоренція      | Італія            | 0 – 0     | Чехословаччина    | товариський матч   | -    |                 |
| 10/05/1964 | Лозанна        | Швейцарія         | 1 – 3     | Італія            | товариський матч   | -    |                 |
| 01/05/1965 | Флоренція      | Італія            | 4 – 1     | Уельс             | товариський матч   | -    |                 |
| 16/06/1965 | Мальме         | Швеція            | 2 – 2     | Італія            | товариський матч   | -    |                 |
| 23/06/1965 | Гельсінкі      | Фінляндія         | 0 – 2     | Італія            | Відбір до ЧС 1966  | -    |                 |
| 27/06/1965 | Будапешт       | Угорщина          | 2 – 1     | Італія            | товариський матч   | -    |                 |
| 01/11/1965 | Рим            | Італія            | 6 – 1     | Польща            | Відбір до ЧС 1966  | -    |                 |
| 09/11/1965 | Глазго         | Шотландія         | 1 – 0     | Італія            | Відбір до ЧС 1966  | -    |                 |
| 07/12/1965 | Неаполь        | Італія            | 3 – 0     | Шотландія         | Відбір до ЧС 1966  | -    |                 |
| 19/03/1966 | Париж          | Франція           | 0 – 0     | Італія            | товариський матч   | -    |                 |
| 14/06/1966 | Болонья        | Італія            | 6 – 1     | Болгарія          | товариський матч   | -    |                 |
| 22/06/1966 | Турин          | Італія            | 3 – 0     | Аргентина         | товариський матч   | -    |                 |
| 29/06/1966 | Флоренція      | Італія            | 5 – 0     | Мексика           | товариський матч   | -    |                 |
| 13/07/1966 | Сандерленд     | Італія            | 2 – 0     | Чилі              | ЧС 1966 - 1-й етап | -    |                 |
| 16/07/1966 | Сандерленд     | СРСР              | 1 – 0     | Італія            | ЧС 1966 - 1-й етап | -    |                 |
| 10/06/1968 | Рим            | Італія            | 2 – 0     | Югославія         | ЧЄ 1968 - Фінал    | -    | Чемпіони Європи |
| 23/10/1968 | Кардіфф        | Уельс             | 0 – 1     | Італія            | Відбір до ЧС 1970  | -    |                 |
| 29/03/1969 | Східний Берлін | НДР               | 2 – 2     | Італія            | Відбір до ЧС 1970  | -    |                 |
| 24/05/1969 | Турин          | Італія            | 0 – 0     | Болгарія          | товариський матч   | -    |                 |
| 04/11/1969 | Рим            | Італія            | 4 – 1     | Уельс             | Відбір до ЧС 1970  | -    |                 |
| 22/11/1969 | Неаполь        | Італія            | 3 – 0     | НДР               | Відбір до ЧС 1970  | -    |                 |
| 21/02/1970 | Мадрид         | Іспанія           | 2 – 2     | Італія            | товариський матч   | -    |                 |
| Усього     |                | Матчів (70 місце) | 36        |                   | Голів              | 0    |                 |

## Титули та досягнення
- Чемпіон Італії (5):

«Мілан»:  1958–59, 1961–62
«Ювентус»:  1966–67, 1971–72, 1972–73
- Володар Кубка Італії (1):

«Ювентус»:  1964–65
- Чемпіон Європи (1): 1968
- Чемпіон Європи (U-18): 1958